# Viento local
Las diferencias de presión pueden ser regionales, aunque también locales, las cuales generan brisas térmicas. Los vientos locales generados por las brisas térmicas se deben a la existencia de dos medios diferenciados con temperaturas notablemente contrastadas, como la tierra y el mar o las cumbres y los valles de las montañas. 
Las brisas marinas se caracterizan porque la tierra, durante el día se comporta como zona cálida y el aire asciende «dejando sitio» al aire más frío del mar, y por lo tanto en superficie el aire circula del mar a la tierra. Por la noche la zona más cálida es el mar, es aquí donde el aire asciende «dejando sitio» al aire más frío de la tierra, y por lo tanto en superficie el aire circula de la tierra al mar. 
Lo mismo ocurre en las montañas. Durante el día la cima se comporta como zona cálida y el aire asciende «dejando sitio» al aire más frío del valle, y por lo tanto en superficie el aire circula del valle a la cima. Por la noche la zona más cálida es el valle, es aquí donde el aire asciende «dejando sitio» al aire más frío de la cima, y por lo tanto en superficie el aire circula de la cima al valle. 
También se producen vientos locales entre la ciudad y el campo, sobre todo en situaciones de isla de calor.
La dirección de los vientos se mide en las estaciones meteorológicas y se representan en una rosa de los vientos.